# Castle Howe
Castle Howe är ett slott i Storbritannien.   Det ligger i grevskapet Cumbria och riksdelen England, i den centrala delen av landet, 400 km nordväst om huvudstaden London. Castle Howe ligger 83 meter över havet.
Terrängen runt Castle Howe är platt åt sydost, men åt nordväst är den kuperad. Runt Castle Howe är det ganska tätbefolkat, med 60 invånare per kvadratkilometer. Närmaste större samhälle är Kendal, 0,33 km nordost om Castle Howe. Trakten runt Castle Howe består i huvudsak av gräsmarker.